# Átány
Átány község Heves vármegye Hevesi járásában.
A település neve a világ néprajzában jól ismert, köszönhetően a Fél Edit által kezdeményezett, és világszerte ismertté vált kutatási programnak, amelynek keretében Hofer Tamással közösen az 1970-es évek végéig módszeresen kutatták a falu társadalmi viszonyait, az ott élők életmódját, szokásait a napirendtől az öltözködésen, a munkán és a jeles ünnepeken át egészen a temetkezési szokásokig. A kutatás eredményeit több, idegen nyelveken is megjelent közös művük is ismerteti, és 2009 őszén a Néprajzi Múzeum is bemutatta „Egy falu az országban – Átány” című kiállításán.

## Fekvése
A vármegye déli részén fekszik, Hevestől 8 kilométerre kelet-északkeleti, Füzesabonytól pedig mintegy 19 kilométerre délnyugati irányban. Keletről a Hanyi-ér, északról a Besenyő-árok, nyugatról pedig a Kázsmándi-árok határolja.
A szomszédos települések: észak felől Tenk, északkelet felől Besenyőtelek és Mezőtárkány, kelet felől Kömlő, dél felől Tarnaszentmiklós és Hevesvezekény, délnyugat felől pedig Heves. Közúton mért távolság alapján a két legközelebbi település Tenk  és Kömlő, mindkettő nagyjából 7-8 kilométerre található; a legközelebbi várostól, Hevestől ugyancsak mintegy 8 kilométeres távolság választja el.
Külterületeinek nagy része a Hevesi Füves Puszták Tájvédelmi Körzethez tartozik s természetvédelmi oltalom alá esik.

### Megközelítése
Legfontosabb megközelítési útvonala a 31-es főút, ezen érhető el Budapest és Füzesabony felől is. A belterületét azonban elkerüli a főút, csak az északnyugati határszélén halad végig; főutcája a 32 113-as számú mellékút, ez köti össze Kömlővel is. Határszélét északkeleten érinti még a 3212-es út is.
Vasútállomása nincs; a legközelebbi vasúti csatlakozási lehetőséget a Kál-Kápolna–Kisújszállás-vasútvonal Heves vasútállomása kínálja, nagyjából 7 kilométerre nyugatra.

## Története
Régészeti leletek tanúsága szerint már a honfoglalás előtt is lakott terület volt. Írásban azonban csak egy 1407-es okiratban bukkan fel a neve , Athan formában. 1409-ben a Tarkőiek birtoka, majd 1430-tól az Országh családé. 1548-ban behódolt a töröknek, s csak 1687-ben szabadult fel. A 16. század közepétől református többségű község.
Az 1552. évi adóösszeírásban 3, 1569-ben pedig 25 portával szerepelt. Ekkor Országh Kristóf birtokolta.
1589-1590 között Rákóczi Zsigmond számadása szerint Egerbe szolgáltatta be a tizedet. Az 1593-as úrbéri összeírás szerint Széchy Tamásnak 7 jobbágya volt a községben.
1635-ben, mint új telepítésű falu, csupán 1 forint illetéket fizetett. Az 1647. évi összeírásban is nemes községként szerepelt, ekkor már több armalista család (címerleveles nemes, aki csak címert és nemesi rangot kapott, birtokot nem) is lakott a településen. 1684-ben a Fáy György, a Lósy és a Haller családok birtoka volt.
1693-ban Glöcksberg ezredesé volt a helység 1/3 része, 2/3-a pedig Fáy György özvegyéé.
A 18. században a falu már öt család birtokában volt, köztük 1741-ben a Nyáry család, 1774-ben pedig a Bernáthfalvi Bernáthok is birtokosai voltak.
A 19. század elején báró Orczy László és György, Döbrentey Gábor, a gróf Esterházy család valamint a Németh, a Radics, a Dobóczky, a gróf Szapáry és a Freizeizen családok birtokolták, az 1900-as évek elején pedig Szathmáry-Király Pál és Bárczay Elemér volt a nagyobb birtokos.
1913-ban megindult és 1927-re be is fejeződött a faluban a tagosítás.
A település lakossága az 1900-as évek elején még főleg háziszövéssel foglalkozott.
A 20. század elején Heves vármegye Hevesi járásához tartozott.
1910-ben 2814 magyar lakosa közül 490 római katolikus, 2307 református, 17 izraelita volt.
1959-ben Átány is termelőszövetkezeti község lett.

## Közélete

### Polgármesterei
- 1990–1994: Nemes Kálmánné (független)[9]
- 1994–1998: Nemes Kálmánné (független)[10]
- 1998–2002: dr. Czakó Tibor (független)[11]
- 2002–2006: Gönczi Mihály (független)[12]
- 2006–2010: Gönczi Mihály (független)[13]
- 2010–2014: Gönczi Mihály (független)[14]
- 2014–2019: Gönczi Mihály Miklós (független)[15]
- 2019–2024: Jámbor Dénes (független)[16]
- 2024– : Jámbor Dénes (független)[1]

A település harmadik, és eddig leghosszabb ideig hivatalban lévő polgármestere, a négy ciklusban is megválasztott Gönczi Mihály az utolsó ciklusát már nem tudta kitölteni, mert néhány héttel a 68. születésnapja előtt, 2019. május 27-én elhunyt. A 2019. őszi rendes önkormányzati választás dátumának időbeli közelsége miatt azonban időközi választást már nem lehetett tartani, ezért októberig ügyvezető polgármester irányította a községet.

## Népesség
A település népességének változása:
| Lakosok száma | 1512 | 1487 | 1490 | 1454 | 1458 | 1436 | 1440 |
|               | 2013 | 2014 | 2015 | 2021 | 2022 | 2023 | 2024 |

2001-ben a település lakosságának 67%-a magyar, 33%-a cigány nemzetiségűnek vallotta magát.
A 2011-es népszámlálás során a lakosok 91,7%-a magyarnak, 19% cigánynak mondta magát (8,3% nem nyilatkozott; a kettős identitások miatt a végösszeg nagyobb lehet 100%-nál). A vallási megoszlás a következő volt: római katolikus 11,6%, református 44,2%, felekezeten kívüli 30% (11,7% nem nyilatkozott).
2022-ben a lakosság 93,1%-a vallotta magát magyarnak, 29,4% cigánynak, 0,1-0,1% németnek, bolgárnak, szlováknak és románnak, 0,3% egyéb, nem hazai nemzetiségűnek (6,9% nem nyilatkozott; a kettős identitások miatt a végösszeg nagyobb lehet 100%-nál). Vallásuk szerint 27% volt református, 6,4% római katolikus, 0,1% görög katolikus, 0,1% evangélikus, 0,1% ortodox, 1,4% egyéb keresztény, 2,1% egyéb katolikus, 25,4% felekezeten kívüli (37,3% nem válaszolt).

## Farkas Bertalan (járásbíró)https://hu.m.wikipedia.org/wiki/Farkas_Bertalan_(j%C3%A1r%C3%A1sb%C3%ADr%C3%B3)
- Kakas Ház (múzeumi kiállítóhely)
- Református templom. Az eredetileg római katolikus templomot a 16. század közepén vették birtokba a reformátusok. 1781 és 1783 között kibővítették. Műemlék.  Archiválva 2016. február 7-i dátummal a Wayback Machine-ben.
- Itt született Nyiry István (1776–1838) természettudós, matematikus, az MTA tagja.